# Johann Bökel
Johann Bökel (auch: Jean Böckel, Johannes Bockelius, Jan Bocelius, Boecelius, Bokelius; * 1. November 1535 in Antwerpen; † 21. März 1605 in Hamburg) war ein niederländischer Mediziner.

## Leben
Johann Bökel stammte aus einer niederländischen Familie, die im damaligen Herzogtum Brabant beheimatet war. Bereits sein Großvater Martin Bokel († 1510) hatte als Physicus in Den Haag gewirkt. Johanns Vater war der Porträt- und Historienmaler Cornelius Bökel (* 1499 in Rotterdam; † 7. Januar 1563 in Hamburg), der sich 1526 mit Anna Dirksen in Zwolle vermählte. Er arbeitete vor allem in Rotterdam und Antwerpen, wo er sich für das Gedankengut Luthers begeisterte.
Cornelius Bökels lutherische Glaubensüberzeugung und die damit verbundene Furcht, Repressalien ausgesetzt zu sein, führten 1546 zum Entschluss, die Heimat zu verlassen. Voller Enthusiasmus wollte er mit seiner Familie und seinem Hausstand nach Wittenberg ziehen. Als er jedoch vernahm, dass Luther gestorben war, ließ er sich in Hamburg nieder. Deswegen erhielt sein Sohn Johann die Grundlagen seiner schulischen Ausbildung an der Gelehrtenschule des Johanneums in Hamburg. Durch Jacob Bording unterstützt, erwarb er sich ein Stipendium des Herzogs Wilhelm von Braunschweig-Lüneburg, das ihm am 13. August 1550 die Aufnahme seiner Studien an der Universität Wittenberg ermöglichte.
Anfänglich gedachte er ein Studium der theologischen Wissenschaften zu absolvieren. Im 16. Jahrhundert war dazu ein Grundstudium der philosophischen Wissenschaften als Voraussetzung notwendig. Prägende Gestalt an der Wittenberger Hochschule war nach Luthers Tod Philipp Melanchthon, der Vorlesungen zur Ethik, Logik und Geschichte hielt. Ebenso wird Johann Bökel die Vorlesungen von Veit Winsheim zur griechischen Sprache und die Vorlesungen von Sebastian Theodoricus, Erasmus Reinhold und Caspar Peucer zur Astronomie, Geometrie und Mathematik besucht haben. Notwendig waren außerdem für einen angehenden Theologen die Besuche der Vorlesungen zur Rhetorik, welche damals Petrus Vincentius gestaltete, und zur Physik nach Aristoteles, welche von Paul Eber nahe gebracht wurden. Neben den Besuchen der Vorlesungen an der philosophischen Fakultät wurden zur weiteren Wissenserweiterung auch Vorlesungsbesuche an der theologischen, juristischen und medizinischen Fakultät absolviert. An der theologischen Fakultät wirkten damals Johannes Bugenhagen, Georg Major und Johann Forster.
An der rechtswissenschaftlichen Fakultät der Wittenberger Leucorea wurden, wie in anderen deutschen Hochschulen auch, das Kirchenrecht und die römischen Rechte der Pandekten, des Kodex und der Instituten gelehrt, wobei zu der Zeit Bökels in Wittenberg Laurentius Lindemann, Joachim von Beust, Michael Teuber, Johann Schneidewein und Georg Cracow die entsprechenden Professuren an der Juristenfakultät besetzten. Bökel wandte sich während seiner Studienzeit 1553 von den theologischen Studien ab und mehr den medizinischen Studien zu. An der medizinischen Fakultät der Wittenberger Hochschule lehrten zu seiner Zeit Jakob Milich, Melchior Fendt und Johann Hermann. Allerdings war der Lehrbetrieb in Wittenberg nicht immer regelmäßig. Pestzeiten nötigten die Studenten und Lehrkräfte; gelegentlich wurde der Lehrkörper der Hochschule zeitweise nach Torgau und Jena ausgelagert. Dennoch konnte sich Bökel so viel Wissen aneignen, dass er am 13. August 1556 den akademischen Grad eines Magister der Philosophie erwarb und man ihn im Mai 1560 in den Senat der philosophischen Fakultät als Lehrkraft aufnahm.
Weitere medizinische Studien betrieb er an der Universität Kopenhagen. 1562 verpflichtete er sich für vier Jahre als Leibarzt des Herzogs Wilhelm von Braunschweig-Lüneburg in Celle, welche Aufgabe er bis 1572 weiterführte. Nachdem er in Italien und in Frankreich seine Studien fortgesetzt hatte, promovierte er etwa 1563 an der Universität Bourges zum Doktor der Medizin. 1564 wurde er als Arzt in Hamburg aktiv, wo er 1565 erstmals das Amt des Subphysikus übernahm. Denn die damaligen Zustände in Hamburg benötigten, aufgrund der dort herrschenden großen Pestepidemie, einen außerordentlichen Bedarf an medizinischem Personal. 1568 stellte er seine Hamburger Tätigkeit ein. Am 7. März 1572 erhielt er eine Stelle als Leibarzt und Kammerrat für mineralogische und philosophische Sachen am Hof von Julius von Braunschweig-Wolfenbüttel. Mit der Stelle war eine Gymnasialprofessur für Medizin am Pädagogium Illustre zu Gandersheim verbunden. Am 9. Oktober 1574 entband man ihn von seinen Pflichten als Kammerrat und er widmete sich als Professor der Medizin dem Aufbau der Universität Helmstedt, welche am 15. Oktober 1576 gegründet wurde. Hier wurde er erster Professor der medizinischen Fakultät, deren Dekan er 1585/86 und 1587/89 wurde. Zudem wirkte er in den Jahren 1578, 1582 und 1586 als Prorektor der Juliana. 1591 ging er als Stadtphysicus nach Hamburg zurück, wo er bis zu seinem Lebensende wirkte.

## Familie
1565 hatte sich Bökel in Hamburg mit Engel Göbel, der Tochter des Hamburger Sekretärs des Senats Martin Göbel (* 1504; † 19. September 1567 in Hamburg) und dessen Frau Anna Wichmann († 20. September 1567 in Hamburg), verheiratet. Er hinterließ vier Söhne und drei Töchter:
1. Julius Johann Bökel (* ± 1573 in Braunschweig; † 5. Februar 1630 in Hamburg), Arzt in Hamburg
2. Wilhelm Bökel (* Celle; † 1628 in Michaelstein), 21. August 1578 Universität Helmstedt (dep.), 13. Februar 1583 Universität Helmstedt, 1587/88/91 Student med. Uni. Helmstedt, Rat beim Herzog Friedrich Ulrich von Braunschweig und Lüneburg, Abt. d. fürstl. Klosters Michaelstein, verheiratet mit Anna Schößken, Tochter des Caspar Schößken
3. Friedrich Ulrich Bökel (* Celle), Offizier in ungarischen Feldzügen
4. Johannes Bökel (* Celle), 27. Oktober 1580 Universität Helmstedt, 1583 in Helmstedt, im Convikt 1588 ebd., noch Mai 1593 (Stip. III, 52), möglicherweise 3. November 1600 Dr. med. ebd.
5. Anna Böckel (* 1567; † 2. Juni 1636 in Helmstedt), verheiratet I. 21. Mai 1587 mit dem Hofgerichtsadvokaten in Wolfenbüttel Dr. Johann Daniel Pfeiffer (* Minden; † 1602); verheiratet II 1608 mit dem Prof. med. in Helmstedt Johann Siegfried (* 26. September 1556 in Marksuhl; † 26. September 1623 in Helmstedt)
6. Dorothea Böckel (* 18. August 1567 in Celle; † 5. Februar 1625 in Lauenburg), verheiratet 13. April 1589  in Hannover Hector Mithoff (* 18. April 1561 in Münden; † 6. März 1647 in Lauenburg)
7. Sophie Hedwig Bökel, verheiratet 19. Juli 1590 in Helmstedt mit dem Mediziner und Hochschullehrer Martin Biermann (* in Aschersleben; † 11. November 1595 in Wittenberg)

## Werke (Auswahl)
- De Peste, Qvae Hambvrgvm Civitatem Anno LXV. Gravissime Adflixit. Helmstedt 1565, 1577 (Online)
- Synopsis novi morbi quem plerique medicorum catarrhum febrilem vel febrem catarrhosam vocant ˜Synopsis novi morbi qvem pleriqve medicorvm catarrhvm febrilem, vel febrem catarrhosam vocant, qui non solum Germaniam, sed poene universam Europam graviß, adflixit. Helmstedt 1580 (Online)
- Anatome vel descriptio partium humani corporis. Helmstedt 1585 (Online), 1588 (Online)
- Theses de Apoplexia. Resp. Melchior Cruschius. Helmstedt 1586 (Online)
- ANATOME VEL DESCRIPTIO PARTIVM HVMANI CORPORIS, VT EA in Academia IVLIA, quae est Helmsteti, singulis annis publicè prae-||legi, ac administrari solet. Helmstedt 1588 (Online)
- Theses de Epilepsia. Resp. Johannes Gabel (Hamburg), Georg Gunther (Torgau). Helmstedt 1588 (Online)
- Oratio Funebris De Illustrissimo Ac Generosiss. Principe Ac Domino, Dn. Iulio Duce Brunovicens. Et Lunaeburg. &c. (Sanctae, & foelicis memoriae) quibus studiis vitam domesticam transegerit. Helmstedt 1589 (Online)
- Disputatio DE SOMNO NATVRALI ET PRAETER NATVRALI: SIVE AFFECTIBVS FRIGIDIS CEREBRI RELIQVIS, Sopore, Cataphora, Lethargo, Caro, Stupore, Catalepsi, Catocho. Resp. Daniel Rindfleisch. Helmstedt 1590 (Online)
- Disputatio Medica de Variolis et Morbillis. Quam Aspirante Dei Opt. Max. Gratia. Resp. Tobias Cober (Görlitz). Helmstedt 1591 (Online)
- Pestordnung der Stadt Hamburg. Hamburg 1593, 1597 (Online)
- De philtris, utrum animi hominum his commoveantur, nec ne. Hamburg 1599 (Online), 1614